# Serena (wrestlerka)
Serena Deebová (* 29. června 1986, Fairfax, Virginie) je americká profesionální wrestlerka. Nejvíce známá je pro svoje působení ve World Wrestling Entertainment v rosteru SmackDown a Florida Championship Wrestling. Používá ringové jméno Serena. Také zápasila v Shimmer Women Athletes a Ohio Valley Wrestling, kde byla šestkrát Women's šampionka.

## Osobní život
Serenina láska k wrestlingu se objevila už v jejich 11 letech když se koukala na World Wrestling Federation. V roce 2004 vystudovala Oaktonskou střední školu a ve věku 18 let začala trénovat wrestling.

## Ve wrestlingu
- Zakončovací chvaty
  - Jako Serena
    - Diva Devastation (Fireman's carry gutbuster) - WWE
    - Spear - nezávislý okruh

  - Jako Serena Mancini/Mia Mancini
    - Mancini Code (Inverted front powerslam)
- Ostatní chvaty
  - Arm drag
  - Belly to belly suplex
  - Monkey flip
- Jako manažerka
  - Straight Edge Society (CM Punk, Luke Gallows a Joseph Mercury)
- Přezdívky
  - "Anti-Diva" (WWE)
- Theme songy
  - "Crash" od Gwen Stefani (Shimmer)
  - "Flashdance... What a Feeling" od Irene Cara (Shimmer)
  - "This Fire Burns" od Killswitch Engage (WWE)

## Šampionáty a ocenění
- Florida Championship Wrestling Serena jako GLCW šampionka
  - Královna FCW (1krát)

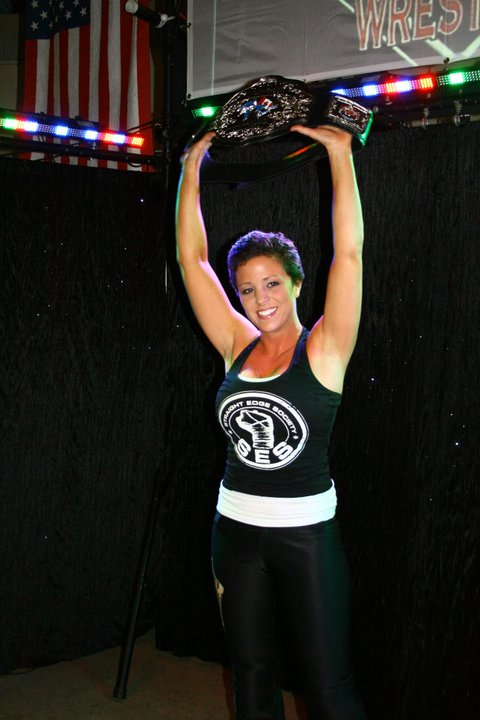
Serena jako GLCW šampionka

- Great Lakes Championship Wrestling
  - GLCW Ladies šampionka (1krát)
- Memphis Championship Wrestling
  - MCW Women's šampionka (1krát)
- Ohio Valley Wrestling
  - OVW Women's šampionka (6krát)
- Pro Wrestling Illustrated
  - Magazín PWI ji zařadil na 16. místě v žebříčku 50 nejlepších wrestlerek PWI Female 50 roku 2011
- Pro Wrestling Syndicate
  - NWA France Women's šampionka (1krát)